# Пузицкий, Сергей Васильевич
Сергей Васильевич Пузицкий (29 октября 1895, Ломжа, Российская империя — 20 июня 1937, Москва, СССР) — сотрудник ЧК—ОГПУ—НКВД СССР, комиссар государственной безопасности 3-го ранга (1935). Заместитель начальника Дмитлага, начальник третьего отдела НКВД ДмитЛАГа. Расстрелян в «особом порядке», реабилитирован посмертно.

## Ранние годы
Родился в русской семье учителя Ломжинской мужской гимназии. Его отец, В. А. Пузицкий, происходил из семьи ремесленника Смоленской губернии.
В 1912 году после окончания Егорьевской гимназии поступил на Юридический факультет Московского университета. С началом Первой мировой войны был призван в Русскую императорскую армию и направлен в Александровское военное училище, по окончании которого назначен прапорщиком дивизиона тяжелой артиллерии в Измайлово.
В 1917 году в чине подпоручика поддержал большевиков. Избран членом Солдатского комитета дивизии. В марте 1918 году направлен в Штаб Московского военного округа на должность Заведующего артиллерийской частью, а в ноябре — назначен следователем революционного трибунала. В этой должности он неоднократно выезжал на Восточный и Юго-Западный фронты для инспектирования военных трибуналов. Одновременно учился; в 1919 окончил юридический факультет Московского университета.

## ВЧК—ОГПУ—НКВД
В мае 1920 года постановлением Совета труда и обороны, продолжая руководить следственным отделом Ревтрибунала, зачисляется в состав ВЧК сотрудником резерва Административного отдела. Член РКП(б) с 1921 года.
В 1921—1922 годах — начальник 16-го специального отделения Особого отдела ВЧК, а с 1923 года — помощник начальника Контрразведывательного отдела ОГПУ. Принимал участие в аресте английского разведчика Сиднея Рейли, задержания и ареста руководителя антибольшевистской организации «Союз защиты Родины и свободы» Б. В. Савинкова в рамках операции «Синдикат-2», похищения главы РОВСа генерала А. П. Кутепова в ходе операции «Трест». В январе 1928 года был командирован вместе с чекистом Г. С. Сыроежкиным в Якутию для ликвидации белогвардейского движения.
В 1930 году был повышен в должности до заместителя начальника Особого отдела ОГПУ СССР.
3 февраля 1930 года Пузицкий был назначен начальником Оперативной группы ОГПУ СССР по руководству операцией «по массовому выселению крестьянства и изъятию контрреволюционного актива».
В 1931 году назначен заместителем полномочного представителя ОГПУ в Северо-Кавказском крае.
С ноября 1931 года — в аппарате Иностранного отдела ОГПУ ССР: помощник начальника ИНО ОГПУ СССР (17 ноября 1931 года — 10 июля 1934 года), помощник начальника ИНО ГУГБ НКВД СССР (10 июля 1934 года по 14 июля 1935 года). После провала ряда резидентур ИНО за границей переведён из ИНО НКВД в заместители начальника Дмитровского ИТЛ НКВД и начальники 3-го отдела ДмитровЛАГа НКВД (14 июля 1935 года по 28 апреля 1937 года). Приказом НКВД СССР от 28 апреля 1937 года откомандирован в распоряжение оперативной группы Л. Г. Миронова на Дальний Восток. Нет сведений о фактическом участии С. В. Пузицкого в деятельности опергруппы на Дальнем Востоке.

## Спецоперации
- Операция «Трест»
- Операция «Синдикат»

## Репрессии и реабилитация
9 мая 1937 года арестован по обвинению в «принадлежности к троцкистско-зиновьевскому блоку» и «участии в заговоре в органах НКВД». На «следствии» дал признательные показания. 15 июня 1937 года лишён всех государственных наград. Внесен в сталинский расстрельный список от НКВД за 16 июня 1937 года («за» 1-ю категорию Сталин, Молотов, Жданов, Ежов). Осуждён к ВМН в «особом порядке» 19 июня 1937 года и расстрелян в ночь на 20 июня 1937 года. Вместе с ним были расстреляны также другие осуждённые в «особом порядке»: М. И. Гай, В. К. Лапин, А. Я.Лурье, Л. Н. Иванов, М. О. Станиславский, Л. А. Иванов,  М. Л. Богуславский  и др. Место захоронения — могила невостребованных прахов № 1  крематория Донского кладбища.
Определением ВКВС СССР от 2 июня 1956 года реабилитирован посмертно в связи с отсутствием состава преступления.

## Награды
- Орден Красного Знамени от 5 сентября 1924
- Орден Красного Знамени от 1934
- Знак «Почётный работник ВЧК—ГПУ (V)» № 122 от 1924
- Знак «Почётный работник ВЧК—ГПУ (XV)» от 20 декабря 1932
- Золотое оружие[9][10]